# Enhydrocyon
Enhydrocyon — вимерлий рід підродини Hesperocyoninae ранніх псових, які населяли Північну Америку в олігоцені та ранньому міоцені, 30.8–20.4 Ma.

## Опис
Зубний ряд свідчить про те, що ця тварина була гіперм'ясоїдною. Види Enhydrocyon були відносно великими, потужними м'ясоїдами з короткою мордою і глибокими щелепами, що нагадують ягуара. Ці особливості надають черепу форму, що нагадує форму морської видри (Enhydra), що й зумовила наукову назву. З приблизною вагою 10 кілограмів це був найперший рід псових, пристосований бути спеціалізованим хижаком.

## Види
- †Enhydrocyon basilatus Cope 1879
- †E. crassidens Matthew 1907
- †E. pahinsintewakpa Macdonald 1963
- †E. sectorius Cope 1883
- †E. stenocephalus Cope 1879